# Bank of Jerusalem
Bank of Jerusalem (hebrejsky: בנק ירושלים, Bank Jerušalajim, doslova Jeruzalémská banka, zkratka na telavivské burze JBNK) je izraelská banka.

## Popis
Byla založena roku 1963. Od roku 1992 je akciovou společností. V roce 1998 získala licenci pro komerční bankovnictví. Specializuje se na realitní trh, kapitálové trhy a mezinárodní bankovnictví. Je obchodována na Telavivské burze cenných papírů. Ovládá ji Export Investment Corp., Ltd. napojená na rodinu Šovalových (Zalman Šoval). Sídlo banky je v Jeruzalému, má 17 poboček v Izraeli. Ředitelem je Paz Uri. V roce 2010 měla čistý zisk 34 400 000 šekelů a k 31. prosinci 2010 vykázala vlastní kapitál 633 000 000 šekelů.
Podle dat z roku 2009 byla Bank of Jerusalem sedmým největším bankovním ústavem v Izraeli podle výše celkových aktiv.